# Троицкий уезд (Пензенская губерния)

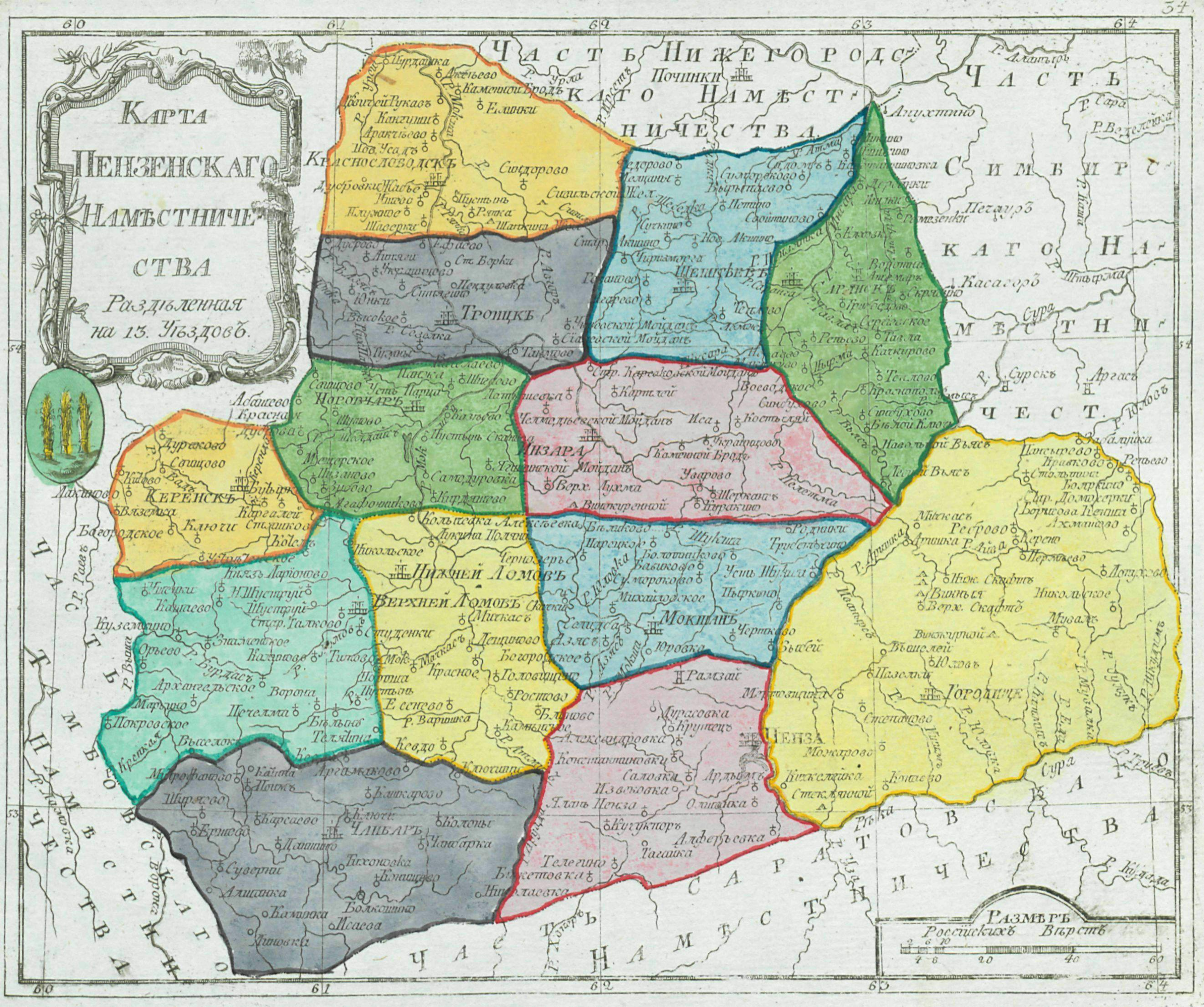
Троицкий уезд на карте Пензенского наместничества, 1792 год

Троицкий уезд — административно-территориальная единица Российской империи с центром в городе Троицк, существовавшая в 1780—1798 годах.
Троицкий уезд был образован указом от 15 сентября 1780 года в ходе административной реформы Екатерины II в составе Пензенского наместничества. Ц
12 декабря 1796 года Пензенское наместничество было преобразовано в Пензенскую губернию.
5 марта 1797 году Пензенская губерния была переименована в Саратовскую губернию.
Указом от 12 апреля 1798 года Троицкий уезд был передан Нижегородской губернии и при этом упразднён. Его территория вошла в состав Краснослободского уезда.